# Japan (band)
 For alternative betydninger, se Japan (flertydig). (Se også artikler, som begynder med Japan)
Japan (1974-82 + 1991) var et britisk New Wave og New Romantic band bestående af David Sylvian, Steve Jansen, Rob Dean, Richard Barbieri og Mick Karn.
Bandet udgav de seks albums "Adolescent Sex" (1977), "Obscure Alternatives" (1978), "Quiet Life" (1979), "Gentlemen Take Polaroids" (1980), "Tin Drum" (1981) og efternøleren "Rain Tree Crow" (1991)
Japan var inspireret af bl.a. New York Dolls, Roxy Music and David Bowie.